# 独立小農業者党
独立小農業者党（どくりつしょうのうぎょうしゃとう、ハンガリー語: Független Kisgazdapárt; 略称: FKgP）は、ハンガリーの右派政党。2006年のハンガリー総選挙では、議席を獲得することができなかった。正式名称は独立小農業者・農業労働者・市民党（ハンガリー語: Független Kisgazda-, Földmunkás-, és Polgári Párt）。日本語では独立小地主党とも訳される。

## 結成から人民共和国成立まで
1908年に結成され、初代の政党は第二次世界大戦後の初めての選挙において、多数派の支持を集めて勝利し、その結果として党首のティルディ・ゾルターンがハンガリーの首相となった。小農業者党が多数を占める国会は、1946年に共和国を樹立し、ティルディを大統領に選出した。ティルディの後任の首相はナジ・フェレンツが務めている。しかし、国会議員のうちわずか70人しかハンガリー共産党に所属していなかったにもかかわらず、ソビエトの影響下において、社会主義の内閣を組織することを余儀なくされた。
1947年に、共産党は小農業者党に対するクーデターを実行する。民主的な慣行が廃止されたわけでもなく、また小農業者党のディンニェーシュ・ラヨシュが首相の座に留まったにもかかわらず、共産党は着実に権力を手にしていった。
1949年、小農業者党は、共産政党のハンガリー勤労者党率いる人民解放戦線に吸収された。後に、ハンガリー勤労者党が同年選挙において勝利を収め、共産主義者による人民共和国が樹立された。そののち、小農業者党は解散することとなった。

## 体制転換後
1988年11月18日、ブダペシュトにおいて再結成され、1990年の民主化後に43年ぶりの自由選挙で行われた議会選挙には反共主義の立場で参加、386議席中33議席を獲得した。選挙後、第1党となったハンガリー民主フォーラムと連立政権を樹立した。しかし、その後はハンガリー社会党はじめ中道左派の復調の中で党勢が伸びず、より右派寄りに路線を改めたものの似たような保守路線を明確にしたフィデス＝ハンガリー市民同盟に支持を奪われ、2002年の総選挙では得票率1％にも及ばず、全議席を失った。

## 党勢の推移
| 選挙   | 得票数    | 得票率 | 議席数 | 備考                                                      |
| ------ | --------- | ------ | ------ | --------------------------------------------------------- |
| 1945年 | 2,697,508 | 57.03  | 245    |                                                           |
| 1947年 | 769,763   | 15.7   | 68     |                                                           |
| 1990年 | 576,315   | 11.73  | 43     | ハンガリー民主フォーラムと自由民主同盟に次ぐ第3党         |
| 1994年 | 476,272   | 8.82   | 26     | ハンガリー社会党と自由民主同盟、民主フォーラムに次ぐ第4党 |
| 1998年 | 597,820   | 13.15  | 48     | ハンガリー社会党とフィデスに次ぐ第3党                     |
| 2002年 | 42,338    | 0.75   | 0      |                                                           |
| 2006年 | 838       | 0.02   | 0      |                                                           |

1990年選挙以降の選挙結果は"「ハンガリー」選挙結果"（中東欧・旧ソ連諸国の選挙データ）より。

## 歴代党首
| 氏名                                                       | 在職期間        |
| ---------------------------------------------------------- | --------------- |
| ティルディ・ゾルターン                                     | 1945年 - 1947年 |
| ドビ・イシュトヴァーン                                     | 1947年 - 1949年 |
| プレパリツァイ・イシュトヴァーン                           | 1988年 - 1990年 |
| ナジ・フェレンツ・ヨージェフ                               | 1988年 - 1991年 |
| ナジ・フェレンツ・ヨージェフ 及び トルジャーン・ヨージェフ | 1991年          |
| トルジャーン・ヨージェフ                                   | 1991年 - 2002年 |
| レーティ・ミクローシュ                                     | 2002年以降      |